# Volcán Palpana
El Palpana es un volcán que pertenece a la cuenca del Río Loa. Hasta la fecha no ha entregado mayor información sobre su nacimiento y desarrollo. 
Se ubica en la precordillera andina de la Puna de Atacama en pleno territorio chileno, y pertenece a un lineamiento cordillerano que corre de norte a sur, paralelo a la frontera con Bolivia.

## Datos
Tiene como referencia en el oeste el Río Loa y al este los salares de Carcote y de Ascotán, y es parte de la "Reserva Nacional del Alto Loa", "la cuarta reserva natural más grande del país". El paisaje que puede apreciarse desde la cumbre es sobrecogedor, con una perspectiva que se extiende hasta el nacimiento del Río Loa.
Mide 6023 metros de altitud, en la Región de Antofagasta, en Chile. 

## Ascensión
Su primera ascensión fue en 1977, por los señores J. Ambrus y J. Sepúlveda.